# مایکل من
مایکل من (عبری: מיכאל שלי‎) یک فیلم به کارگردانی دان ولمن است که در سال ۱۹۷۶ منتشر شد. از بازیگران آن می‌توان به اودد کوتلر اشاره کرد.